# Емблема
Емблемата на старогръцки: ἔμβλημα – „вставка“, изпъкнало украшение) е символично изображение на идея в рисунка или пластика, на което е даден определен смисъл.
Тя използва мотив за представяне на идея чрез алегория. Стилизира даден обект в графична или пластична форма и по този начин представя този обект: божество, племе, народ, добродетел или порок.
Емблемата се отличава от алегорията (в общия смисъл) с това, че е възможна само в пластични изкуства, а от символа – с това, че нейният смисъл е установен и не подлежи на тълкувания.
При отсъствие на национален герб, емблема (или печат) може да изпълнява функции на герб на дадена държава.